# Varicus marilynae
Varicus marilynae är en fiskart som beskrevs av Gilmore, 1979. Varicus marilynae ingår i släktet Varicus och familjen smörbultsfiskar. Inga underarter finns listade i Catalogue of Life.